# Milan (New Hampshire)
Milan – miasto w Stanach Zjednoczonych, w stanie New Hampshire, w hrabstwie Coös.